# HD182568
HD182568 — хімічно пекулярна зоря спектрального класу
B3 й має  видиму зоряну величину в смузі V приблизно  5,0.
Вона  розташована на відстані близько 774,7 світлових років від Сонця.

## Пекулярний хімічний склад
HD182568 належить до Хімічно пекулярних зір з пониженим вмістом гелію 
й в її  зоряній атмосфері спостерігається нестача He у порівнянні з його вмістом в атмосфері Сонця.

## Магнітне поле
Спектр даної зорі вказує на наявність магнітного поля у її зоряній атмосфері.
Напруженість повздовжної компоненти поля оціненої з аналізу
наявних ліній металів
становить   19,0± 298,0 Гаус.